# جوان كيلي
جوان كيلي (مواليد 22 ديسمبر 1978) ممثلة كندية عرفت عن ظهورها في فيلم خليج الحب والأحزان (2002)، فيلم المسافات البعيدة (2004)، ومسلسل الخيال العلمي مستودع 13

## روابط خارجية
- جوان كيلي على موقع IMDb (الإنجليزية)
- جوان كيلي على موقع ألو سيني (الفرنسية)
- جوان كيلي على موقع أول موفي (الإنجليزية)
- جوان كيلي على موقع قاعدة بيانات الفيلم (الإنجليزية)
- جوان كيلي على موقع كينوبويسك (الروسية)